# کاواپو
کاواپو (به انگلیسی: Cavapoo) یا کاوودل (به انگلیسی: Cavoodle)، نام یکی از نژادهای سگ است که خاستگاه آن به استرالیا بازمی‌گردد. این نژاد در حالت بالغ به‌طور میانگین ۵–۱۰ کیلوگرم (۱۱–۲۲ پوند) وزن دارد. کاوودل در حالت بالغ ۲۸–۳۵ سانتیمتر (۱۱–۱۴ اینچ) ارتفاع دارد.